# Don Bertoia
Don Bertoia (eigentlich Donald Richard Bertoia; * 16. Februar 1940 in Rossland) ist ein ehemaliger kanadischer Mittelstreckenläufer.
1963 siegte er bei den Panamerikanischen Spielen in São Paulo über 800 m mit seiner persönlichen Bestzeit von 1:48,46 min und gewann Bronze über 1500 m.
Bei den Olympischen Spielen 1964 in Tokio schied er über 800 m im Vorlauf aus.